# Świecie
Świecie (en alemán: Schwetz, Schwetz an der Weichsel) es una ciudad de unos 26 000 habitantes en el norte de Polonia. Świecie es la capital del municipio con el mismo nombre. Świecie forma parte del voivodato de Cuyavia y Pomerania. 

## Ubicación geográfica.
Świecie está ubicada en el lado oeste del río Vístula, en la embocadura del río Wda o Czarna Woda , a unos 110 km de la costa del Mar Báltico, a unos 40 kilómetros al noreste de Bydgoszcz, 50 kilómetros al norte de Toruń, 25 kilómetros de Grudziadz y a 7 km de Chelmno.  Antiguamente, la ciudad, la iglesia y el castillo estaba ubicada entre los dos ríos pero debido a numerosas inundaciones, en el siglo XVIII se tomó la decisión de trasladarla a la orilla norte del río Wda.

## Historia

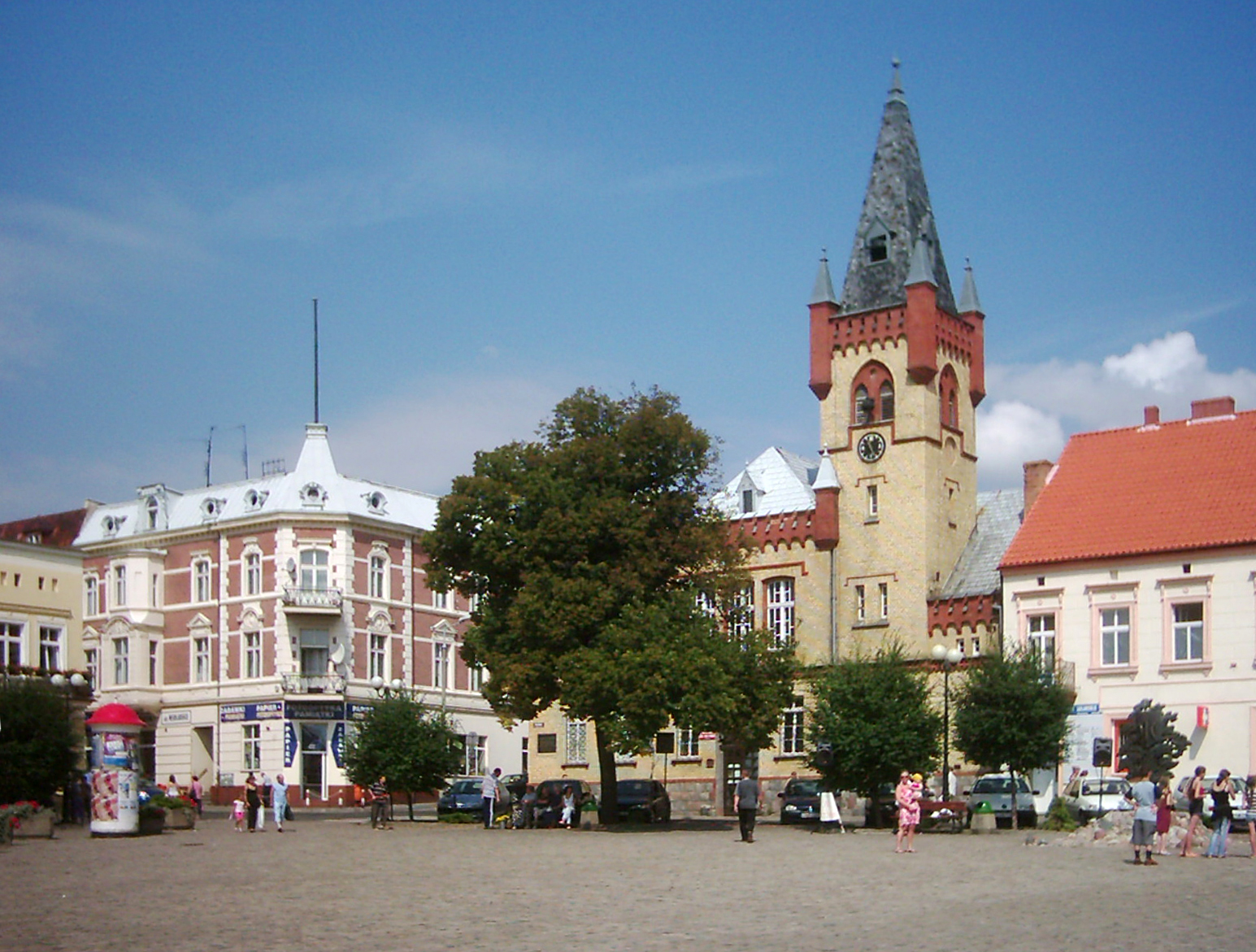
Ayuntamiento en la plaza del mercado.

Świecie es una de las ciudades más antiguas de Polonia. La primera mención histórica data de 1198. En aquella época, Świecie fue la capital del Ducado de Świecie, siendo parte de Pomerania gobernada por Swietopelk II y Mestwin II. Cuando se edificó la iglesia de Santa María, Świecie fue la residencia del Duque Grimislaw de Pomerania. Su zona de influencia incluía ciudades como Starogard Gdanski y Lubiszewo Tczewskie incluyendo las zonas de Skarszewy.
Świecie aparece bajo varios nombres en las escrituras antiguas como Swencza (en latín en 1281 con la firma del Príncipe de Pomerania Msciwój II escrito en Lubin), Suece en el documento del 1282 firmado por el rey de Polonia Przemyslaw II o Svecze en otro documento del 1283 firmado por el Príncipe de Pomerania Msciwój II. Otros nombres en latín son Swete, castro Swentensi, Swece, Swecz según la Vita Sanctae Hedwigis sobre la vida de Santa Hedwigis.

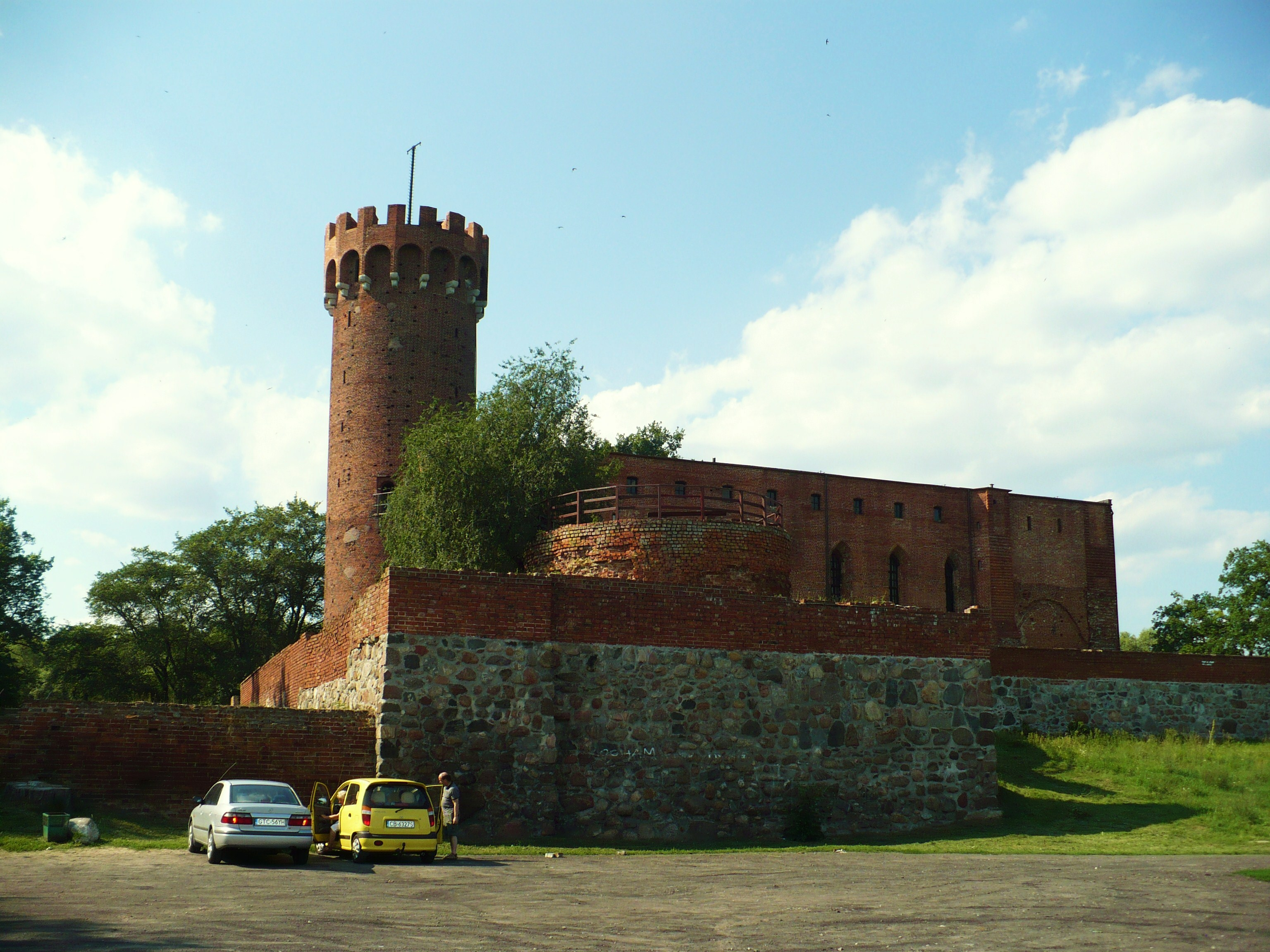
Castillo.

Con la instalación de la Orden Teutónica en 1226 en la proximidad, Świecie empezó a ser un sitio muy importante en el sistema de la defensa de Pomerania. Con la compra por parte de la Orden Teutónica de Pomerania a Margrave Valdemar de Brandemburgo en 1309, la zona ya tenía estatus de Civitas, igual que Gdansk o Tczew. Dicho estatus fue confirmado por la Orden Teutónica bajo las normas del derecho de Kulm (Chelmno, ciudad vecina al otro lado del río Vístula) en 1338. Se decidió establecer la comandancia (Komtur) de la Orden en Świecie y se procedió a la construcción de unas fortificaciones con un castillo que fue terminado en 1350. El Komtur (comandante) residente de Świecie más conocido fue Enrique von Plauen. Después de las guerra entre 1454 y 1466, la ciudad fue parte de la provincia autónoma de Prusia Real (perteneciente al Reino de Polonia).
Entre 1655 y 1660 Polonia sufrió varias invasiones de los Suecos (El Diluvio). Hasta la época da las invasiones de las tropas suecas, Świecie se benefició del comercio fluvial en los ríos colindantes. Desgraciadamente, las tropas suecas destruyeron totalmente la ciudad y quemaron el castillo. Świecie tardó unos 100 años en recuperarse de los dichos destrozos.

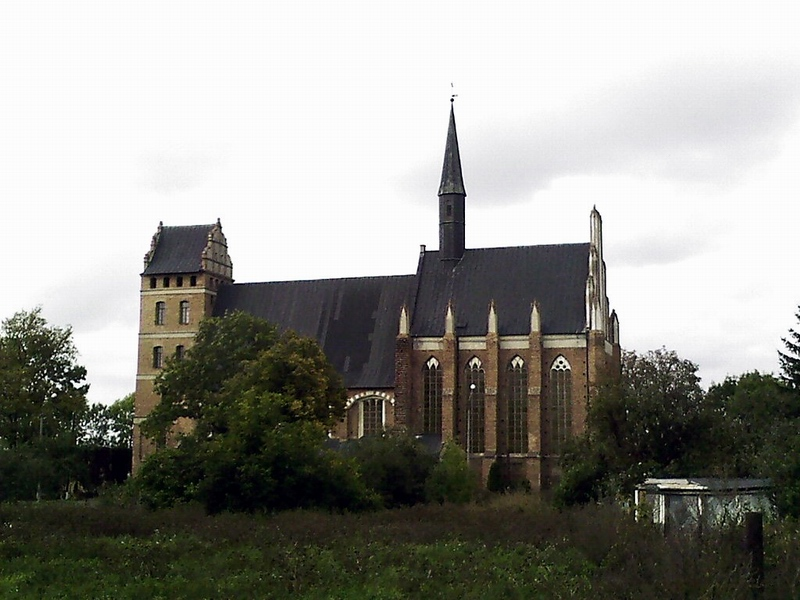
Iglesia parroquial (completada alrededor de 1520) y restos de murallas.

Con la primera partición de Polonia, la ciudad fue incorporada en la Provincia de la Prusia Occidental, del Reino de Prusia en 1772 y fue parte de Prusia hasta la terminación de la Primera Guerra Mundial. Świecie volvió a ser parte del dominio de la administración alemana entre 1939-1945 siendo anexionada por el Tercer Reich formando Schwetz Kreis bajo la administración de Reichsgau Danzig-West Preussen. Las tropas nazis entraron en Świecie el 3 de septiembre de 1939 y empezaron por la limpieza étnica con el fusilamiento de cien judíos y treinta polacos en la calle Polna los días 8 y 9 del mismo mes, y unos 1.400 enfermos del hospital psiquiátrico incluyendo más al director del centro Dr. Bednarz, varios profesores, médicos, empresarios, ciudadanos ilustres, sacerdotes, etc. en los bosques de Mniszek / Górna Grupa (total unos 10.000 víctimas en los primeros meses desde la invasión alemana). 
Al principio del año 1945, el frente Soviético intentó en nueve ocasiones pasar el río Vístula a la altura de Świecie, entrando finalmente por el lado del Gruczno. Al entrar en Świecie no hubo resistencia ni lucha, ya que las tropas alemanas lo habían abandonado antes dejando importante arsenal de armas y provisiones en la guarnición militar y la zona de Diablece. Desde el 10 de febrero de 1945, Świecie es parte de la República de Polonia.

## Religión
En 1905, Świecie tuvo una iglesia Protestante, dos iglesias Católicas y una Sinagoga. Actualmente hay 5 parroquias católicas, una pentecostés y una de testigos de Jehová. 

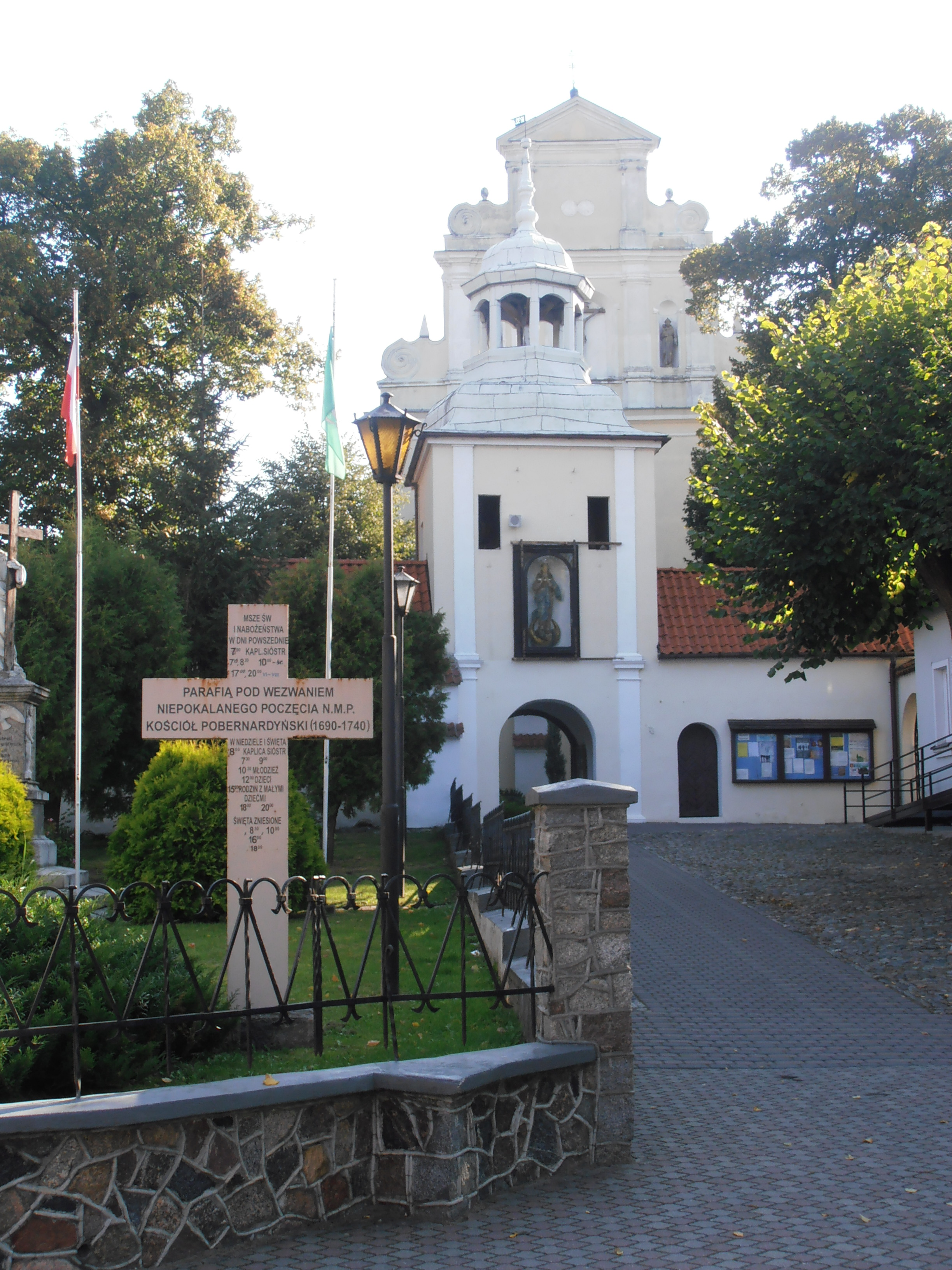

## Educación.
En estos momentos, la ciudad tiene siete escuelas públicas de educación primaria y una privada de perfil católico, tres liceos de educación secundaria y cinco de grado profesional. Hay dos escuelas de grado superior (de gestión y de idiomas).

## Economía.

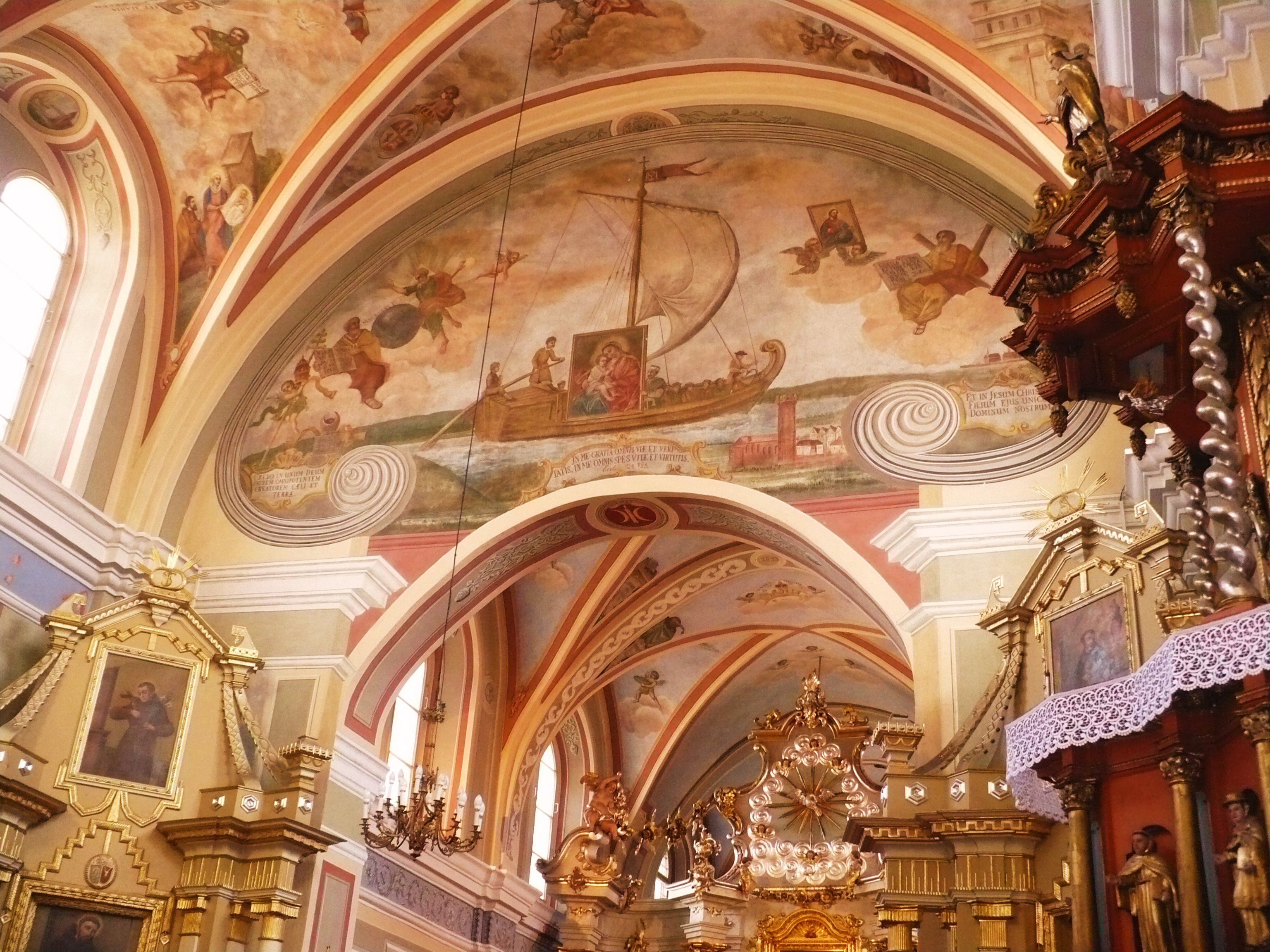

Świecie es uno de los centros industriales más grandes de Cuyavia y Pomerania, destacando especialmente las empresas relacionadas con la industria de papel. Las más importantes son:
- MONDI SWIECIE SA, (de capital sudafricano) es la papelera más grande de Polonia y posiblemente de EU, según el volumen de producción (ca. 1.368.000 toneladas de papel en 2011).[7]
- PROVIMI – fábrica de piensos.[8]
- PZZ – fábrica de harina.
- MAT – fábrica de carne.
- KEMIRA (de capital finlandés) para la producción de colas y otros productos químicos.
- Fábrica de ladrillos y materiales de construcción.
- MEKRO – fabricante de estructuras metálicas.

Además, se ha construido un nuevo parque industrial VISTULA II al oeste de la ciudad (siendo la extensión del parque VISTULA I totalmente ocupado) para atraer nuevas inversiones. 
Świecie desde la Edad Media destaca como un importante centro de asistencia médica y hospitalaria. El primer centro médico fue inaugurado en la Edad Media por los Padres Bernardinos (cerca del monasterio), reformado y ampliado por las autoridades Prusianas, para ser hoy en día una ciudad con tres importantes hospitales.

## Patrimonio histórico

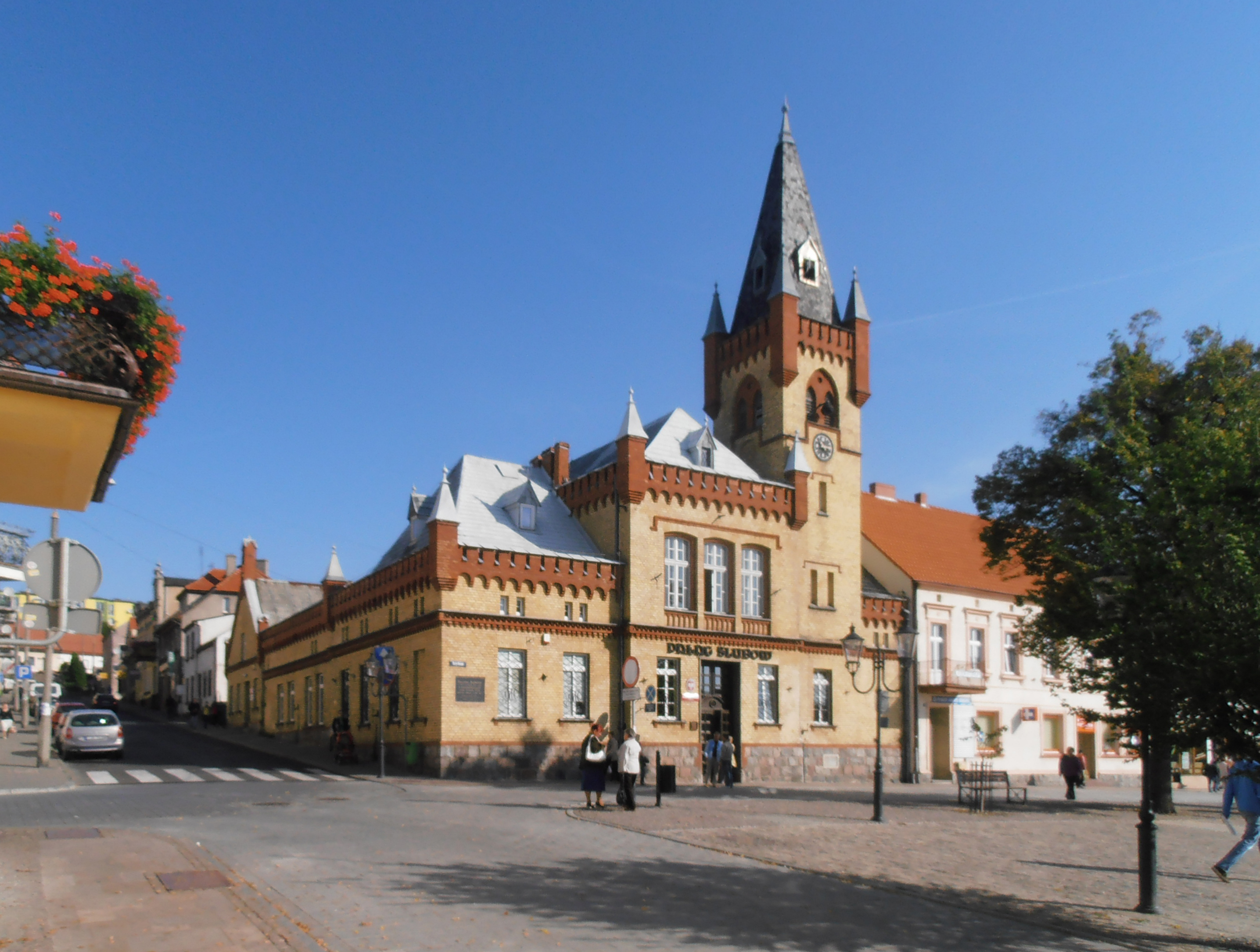

Świecie posee un interesante patrimonio histórico que refleja su pasado como:
- Ruinas del castillo gótico de la Orden Teutona (1335-1350), siendo un ejemplo único en el norte de Europa del castillo fortaleza imitación del estilo del ría Rhin.[9]
- Varias murallas del siglo XIV.
- Iglesia (Stara Fara), que data del siglo XV (destruida durante la liberación de Świecie en 1945; pero reconstruida a finales del siglo pasado).
- Iglesia del monasterio de los Bernardinos (1692-1720) del estilo barroco.
- Ayuntamiento del 1879 en estilo victoriano.
- Numerosas casas de varios estilos arquitectónicos del siglo XIX.
- Antigua iglesia protestante llamada ahora Nowa Fara de San Andrés Bobola (1891-1894) en estilo neogótico.

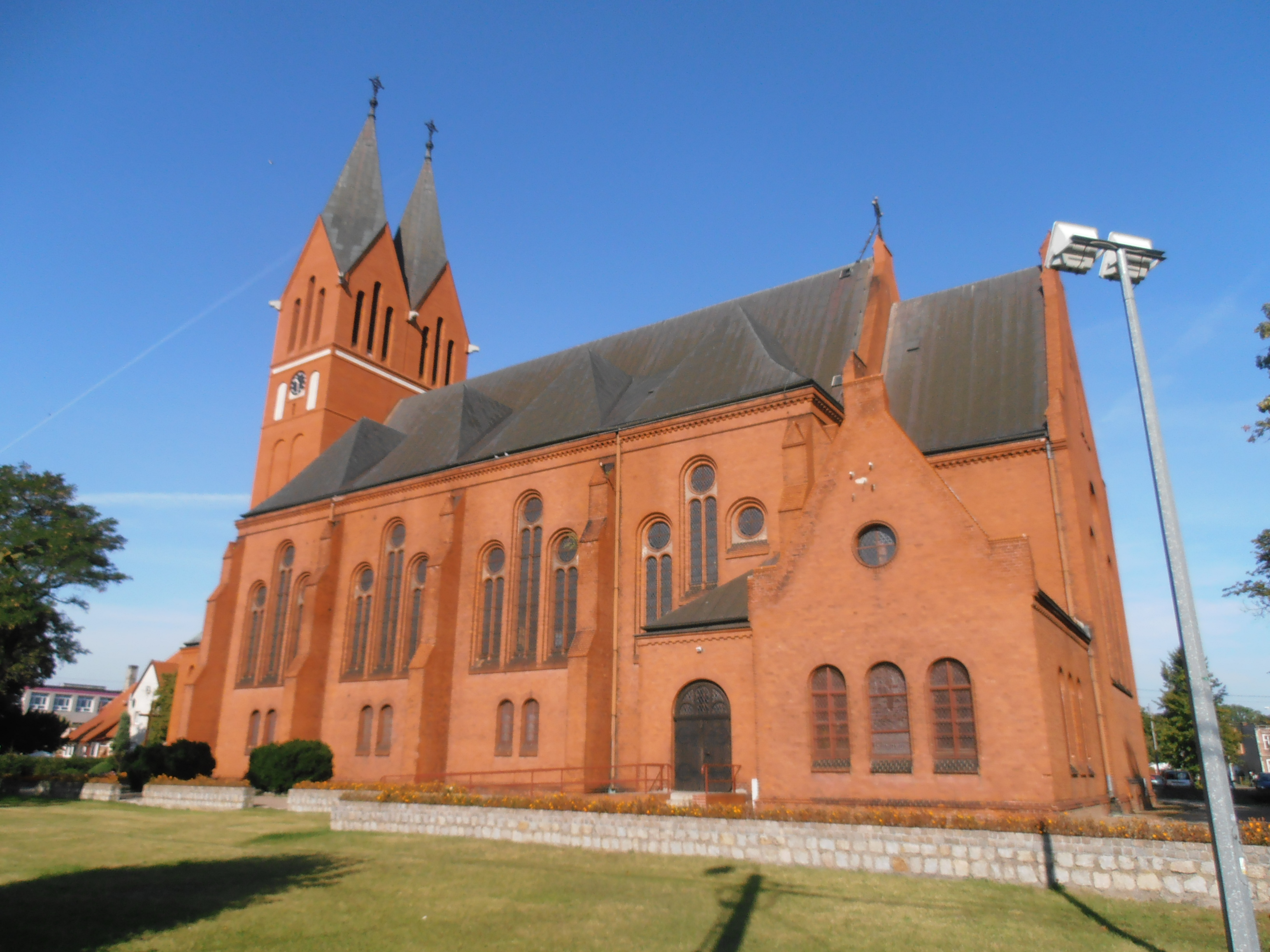

## Deportes
Świecie en la actualidad un par de importantes centros deportivos (incluyendo un estadio al aire libre y un centro bajo techo) que alberga:
- POLPAK SWIECIE, el equipo de básquet masculino (extinguido en 2008).
- WDA SWIECIE, el equipo de fútbol masculino III liga regional, equipo de voleibol, boxeo y atletismo.

- MLKS WISLA SWIECIE, el equipo de lucha de mucha tradición.
- MUKS JOKER SWIECIE, el equipo de voleibol femenino, II liga
- KLUB BASKET SWIECIE, el equipo de lasegunda liga masculino, grupo A
- RUGBY SWIECIE, suspendido en actualidad por falta de patrocinadores.
- KLUB KARATE KYOKYSHIN de Świecie
- KLUB KARATE SHORIN-RYU de Świecie
- ASOCIACION AIKIDO de Świecie
- APASIONADOS de 4x4 de Świecie

## Atracciones culturales y turísticas

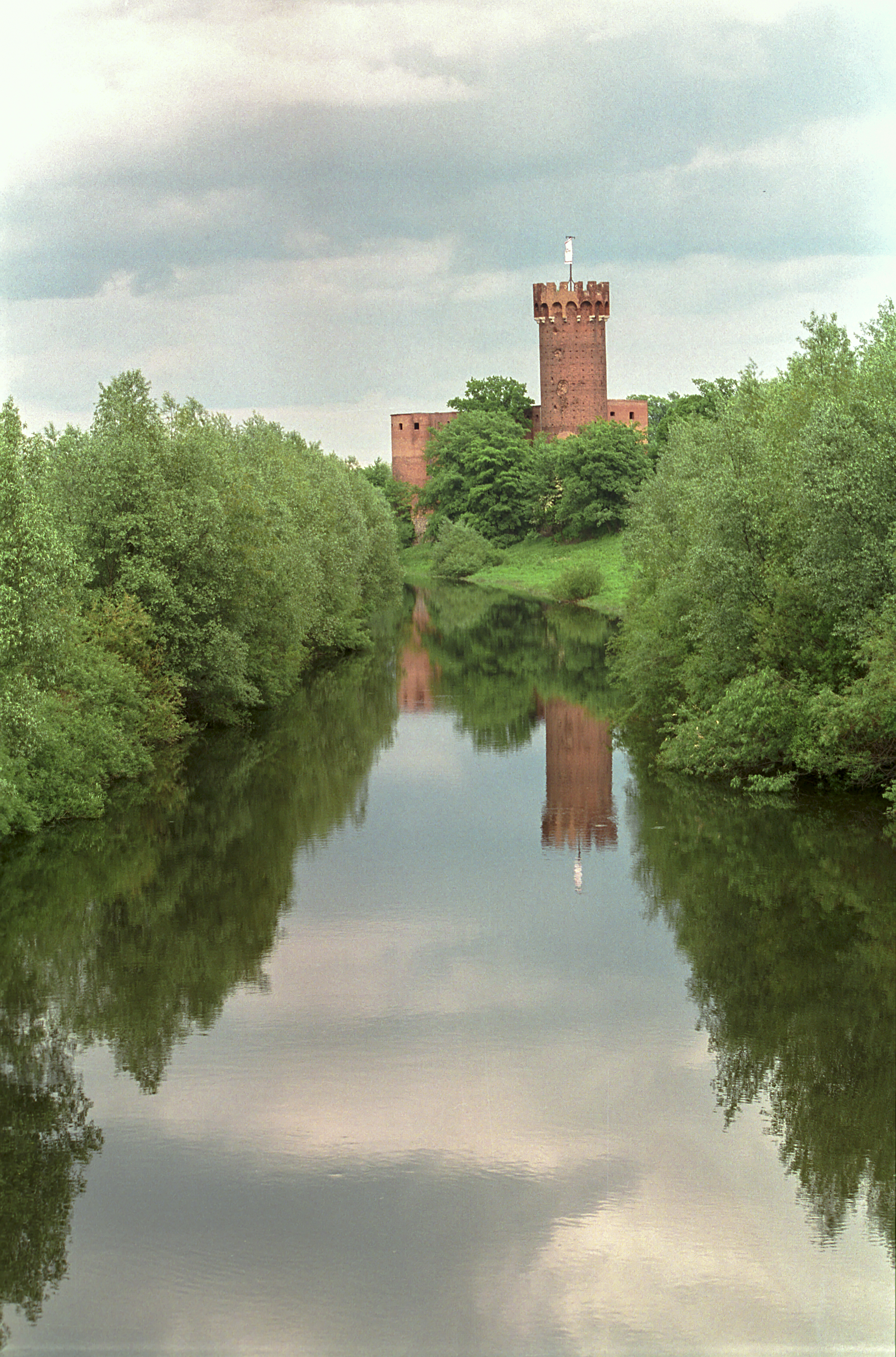

De las atracciones más importantes podemos destacar:
- Congreso de la Cultura de KOCIEWIE
- Concurso Internacional de las Orquestas. (julio desde hace un par de décadas)
- Festival de música nocturna en el Castillo (cada septiembre desde 1984; eliminatoria al Festival de la Canción Estudiantil en Cracovia).
- Festival de la Cultura Medieval (mediados de junio).
- Torneo Medieval de los Caballeros (primera semana de septiembre).

Además, los alrededores de Świecie representan unos interesantes lugares para hacer turismo en forma de senderismo, canoa o bicicleta. Destacan los parques naturales como Nadwislanski Park Krajobrazowy .

## Ciudadanos ilustres
La agitada historia de la zona del antiguo Ducado de Świecie pasa por una serie de personajes como:
- Heinrich von Plauen (El Mayor), (1370-1429), 27º Gran Maestre de la Orden Teutónica.

- Leopold von Winter (1823-1893), alcalde de Gdansk / Danzig .
- Eduard Rochlitz (1829-1904), ingeniero y profesor.
- Oscar Cassel (1849-1923), político alemán de izquierdas, el primer judío alemán, ciudadano de honor de Berlín.
- Günther Radusch (1912-1988), reconocido por sus méritos, piloto de Luftwaffe y Bundeswehr
- Bernhard Schnackenburg (1867-1924), alcalde de Altona (Hamburgo).

- Nikolaus Christoph von Halem[11] (1905-1944), abogado alemán, conspirador contra Hitler. Ahorcado por la Gestapo.

- Bruno Mondi (1903-1991), operador de cine.

- Janusz Józefowicz (1959-), coreógrafo, actor, director, mánager de cantantes

- Marek Zydowicz, (1959-), historiador, organizador del festival internacional Camerimage.

- Wiesław Śmigiel, (1969-), obispo de Pelplin

- Luiza Zalewska (1970-), periodista

- Robert Mazurek, (1971-), periodista, publicista y aventurero.

- Jacek Kurowski, (1976-), periodista deportivo especialidad fútbol.

## Ciudades hermanadas
Świecie está hermanada con:
- Pyeszic, Polonia
- Gernsheim, Alemania